# سنوات الحياة الصحية
مؤشر سنوات العمر الصحية (HLY) هو مؤشر بنيوي أوروبي تم حسابه من قبل يوروستات Eurostat. وهو أحد المقاييس الموجزة لصحة السكان، المعروفة بمتوسط العمر الصحي المتوقع ، هذا وتضم المقاييس المركبة للصحة كلا من بيانات الوفيات والمرض لتمثل صحة السكان بشكل عام من خلال مؤشر واحد. يقيس مؤشر سنوات العمر الصحية عدد السنوات المتبقية التي يتوقع لشخص عند عمر معين أن يعيشها دون عجز. فهو في حقيقة الأمر متوسط عمر متوقع خال من العجز.

## التاريخ
قرر الاتحاد الأوروبي ضم مجموعة صغيرة من توقعات الصحة ضمن مؤشرات صحة المجتمع الأوروبي (ECHI) في سبيل تزويد مقاييس صناعية لكل من العجز والمرض المستمر إضافة إلى الصحة المحسوسة. لذلك فإن موثوقية وحدة الحد الأدنى للصحة الأوروبية (MEHM), المكون من ثلاث أسئلة رئيسية  تغطي هذه الأبعاد، تم تقديمها في إحصاءات الاتحاد الأوروبي حول الدخل والظروف المعيشية (EU-SILC)  من أجل تحسين التساوي بين متوسطات العمر الصحية بين البلدان. إضافة إلى أن متوسط العمر المتوقع للحياة دون عجز في النشاط على المدى البعيد، استنادا إلى سؤال العجز، الذي كان قد تم اختياره عام 2004 ليكون أحد المؤشرات التركيبية التي سيتم فحصها كل عام خلال المجلس الربيعي الأوروبي لتقييم أهداف الاتحاد الأوروبي الاسترتيجية (استرتيجية لشبونة) تحت اسم «سنوات العمر الصحية» .
تتوفر المعلومات المفصلة حول متوسطات العمر الصحية في أوروبا عن طريق وحدة مراقبة متوسط العمر الصحي الأوروبية  حيث يمكن إيجاد القيم الأخيرة لسني الحياة الصحية على الموقع الإلكتروني العام مكرسة لسنوات الحياة الصحية.

## السياق
تشكل الزيادة الدراماتيكية في متوسط الحياة المتوقع في أكثر البلدان تطورا – وبناء عليه في بلدان الاتحاد الأوروبي – إحدى التطورات الملحوظة في العقود المنصرمة. لكن لم تطال الحياة إن كانت مترافقة مع زيادة في الضعف العقلي والجسدي المتعسر؟ لذا فإن التحدي الأكبر الذي يجابه المجتمع الأوروبي يتمثل في:
زيادة متوسط العمر المتوقع بصحة جيدة.
وفي هذا السياق، فإن مؤشرات الفناء التقليدية لم تعد كافية لمراقبة الحالة الصحية للسكان الأوروبيين. وإمكانية مؤشرات متوسطات العمر الصحية على تقسيم متوسط العمر إلى فترات الحياة في حالات مختلفة من الصحة سيكون أمرا مفيدا لسلطات الصحة في حقلي الصحة العامة و سياسات الصحة شريطة أن تتيح هذه المؤشرات إجراء المقارنة على مر الوقت وبين المناطق الجغرافية إضافة إلى المقارنة بين المجموعات الاجتماعية-الاقتصادية في المجتمع. في الوقت الذي يصل فيه جيل ما بعد الحرب إلى سن التقاعد، فإن سرعة التقدم في العمر ستزداد بشكل كبير في مجتمعاتنا الأوروبية، وسيكون له تبعاته الاجتماعية العميقة. ومؤشر سنوات العمر الصحية هو مؤشر هام:
- صحة السكان صعبة القياس أصلا لأنها غالبا محددة بشكل مختلف بين الأفراد والشعوب والثقافات وحتى بين الفترات الزمنية المختلفة.
- تركز الكثير من الدراسات على مقاييس مثل الضعف الجسدي أو العجز في الأعمال الوظيفية أو ظهور الأمراض المزمنة المحددة. يمكن للصحة المقيمة ذاتيا، بوصفها أكثر عالمية وشخصية بطبيعة الحال، أن تضم مجموعة من المظاهر الصحية كالحالة الإدراكية والعاطفية علاوة على الحالة الجسدية، وبناء عليه فهي تقدم البصائر إلى حاجات المجتمع المعمر. من هنا نجد أن الصحة المقيمة ذاتيا قد تكون مؤشرا هاما بشكل واضح كمؤشر سنوات العمر الصحية للطلب المحتمل على الخدمات الصحية وحاجات الرعاية على المدى الطويل.
- إن المكونين الرئيسيين في حساب مؤشر سنوات العمر الصحية هما جداول الحياة والعجز المحسوس ذاتيا المحددة بالمسوحات الصحية. منذ عام 1995 حتى عام 2001، استخدمت البيانات المجموعة من المسح الذي أجرته يوروستات، لوحة الجماعة الأوروبية للأسر المعيشية (ECHP) على الدول الخمسة عشر الأعضاء في الاتحاد الأوروبي. وخليفته، مسح يوروستات، إحصاءات الاتحاد الأوروبي حول الدخل والظروف المعيشية EU-SILC تم استخدامه منذ عام 2005 تبعا على خمسة وعشرين دولة عضوا في الاتحاد الأوروبي وبعدها على سبعة وعشرين دولة عضوا.

## مثال
- تقدم استنتاجات سنوات الحياة الصحية إلى سبعة وعشرين دولة عضوا في الاتحاد الأوروبي باستخدام بيانات لعام 2007 (انظر الرسم البياني أعلاه)
- الإنذار بشأن الدنمارك: بيانات الاتحاد الأوروبي حول الدخل والظروف المعيشية حول الدنمارك ليست قابلة للمقارنة بشكل صارم مع غيرها من الدول. السؤال حول تقييد النشاط بعيد عن وصف الإشارة المتغير، وبلغة أكثر وضوحا: التقييد على الفترات الزمنية الأطول خلال الأشهر الستة المنصرمة مقابل ستة أشهر على الأقل في المرجع، وصنفا جواب محتملين مقابل ثلاثة في المرجع. علاوة على ذلك، فقد طرح السؤال فقط على المستجوبة آراؤهم ممن يعانون مرضا طويل الأمد أو مشكلة صحية.
- تكشف التحليلات الأولى حول قيم سنوات الحياة الصحية عن تباينات واضحة بين المجتمعات الأوروبية.[8]